# Hongolua kondorum
Hongolua kondorum é uma espécie de gastrópode  da família Zonitidae.
É endémica de Micronésia.